# T. Michael Moseley

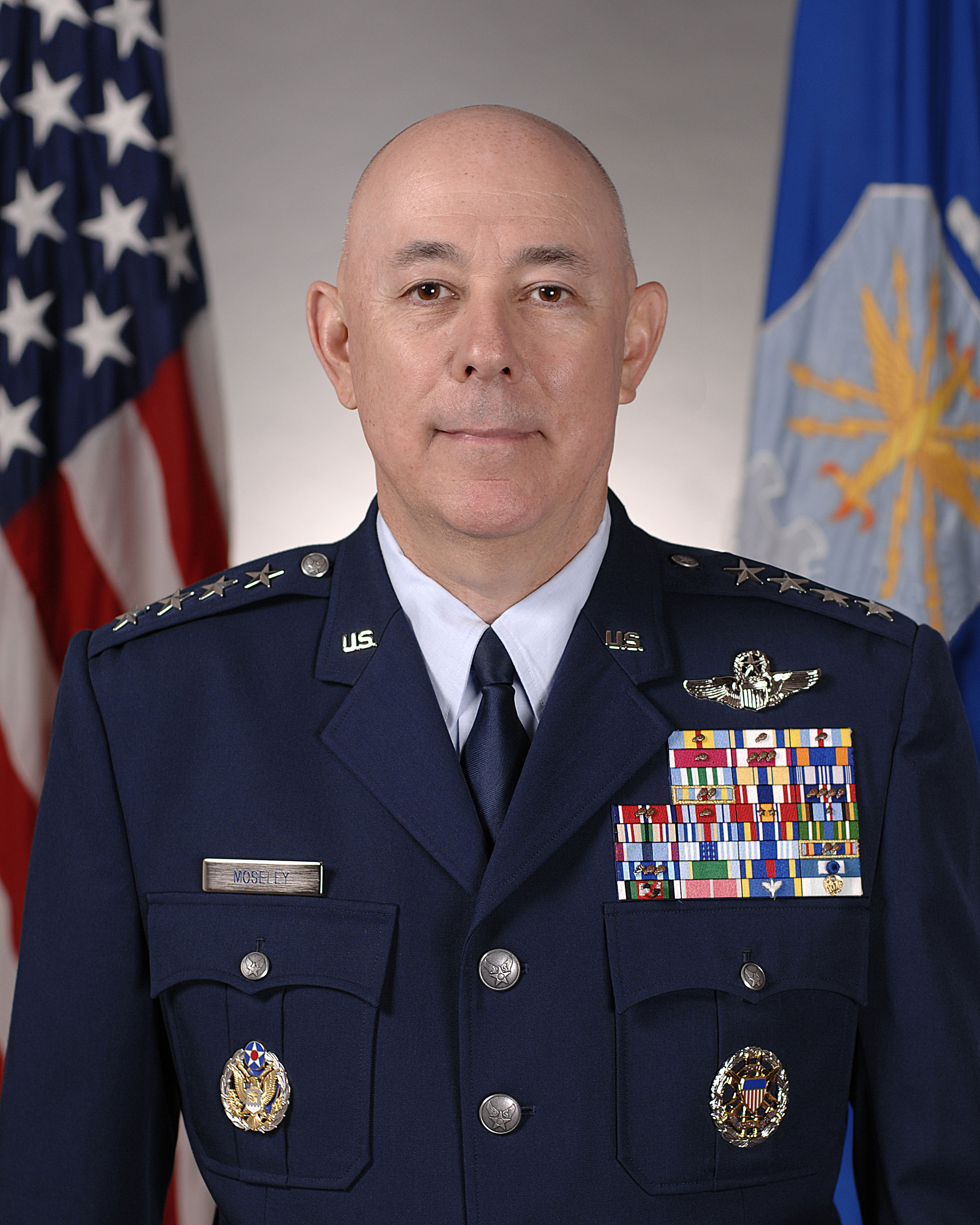
General T. Michael Moseley (2008)

Teed Michael Moseley (* 3. September 1949 in Dallas, Texas, USA) ist ein General der US Air Force und war von September 2005 bis zum August 2008 18. Chief of Staff of the Air Force (CSAF). Nach verschiedenen Führungsfehlern reichte er auf Drängen des US-Verteidigungsministers am 5. Juni 2008 seinen Rücktritt ein und bat zudem um seine Pensionierung. Das Amt des CSAF übte er bis zum 1. August aus.

## Militärische Laufbahn
Seine militärische Karriere begann „Buzz“ Moseley im Juli 1971 im Rang des Second Lieutenant und mit einem Bachelor of Arts in Politikwissenschaft an der Texas A&M Universität. Der Abschluss als Master of Arts folgte 1973. Danach begann er mit dem Pilotentraining und bildete bis 1989 als Fluglehrer und -prüfer selbst Piloten auf F-15 „Eagle“-Kampfflugzeugen aus.
Am 1. Dezember 1996 wurde Moseley zum Brigadier General und am 1. Oktober 2003 schließlich zum General ernannt.
Von November 2001 bis August 2003 leitete er als Kommandeur der US Central Command Air Forces und der 9th Air Force der US Air Force die Luftwaffenoperationen der Koalitionstruppen im Irak-Krieg und in Afghanistan. Anschließend wurde er Vize-Stabschef der US Air Force. US-Präsident George W. Bush nominierte T. Michael Moseley am 16. Mai 2005 als Chief of Staff of the Air Force (CSAF). Nach der förmlichen Bestätigung durch den US-Senat am 1. Juli wurde General Moseley am 2. September 2005 als Nachfolger von General John P. Jumper im Amt des CSAF vereidigt.
Am 5. Juni 2008 trat er auf Drängen des US-Verteidigungsministers Robert Gates, der sich in der Sache mit George W. Bush abstimmte, von seinem Amt als CSAF zurück und bat um seine Pensionierung zum 1. August. Als Grund wurde eine Reihe von Führungsfehlern genannt, darunter Rüstungslieferungen an Taiwan, die statt Batterien für Hubschrauber Zünder für Interkontinentalraketen enthielten. Zudem war Gates unzufrieden mit den Konsequenzen, die die Air-Force-Führung aus dem Vorfall zog, bei dem ein Flug eines mit mehreren Atomwaffen bestückten B-52-Bombers (ohne Wissen der Piloten) über das Staatsgebiet der Vereinigten Staaten (von North Dakota nach Louisiana) führte. Mit ihm musste auch der Secretary of the Air Force Michael W. Wynne gehen. Als Nachfolger für Moseley nominierte Gates am 9. Juni General Norton A. Schwartz, der bis dahin Kommandeur des US Transportation Command war. Moseleys führte das Amt bis zum 1. August und trat danach in den Ruhestand. Sein Nachfolger Schwartz übernahm den Posten am 12. August 2008.

## Auszeichnungen
Auswahl der Dekorationen, sortiert in Anlehnung der Order of Precedence of Military Awards:
- Defense Distinguished Service Medal (2 ×)
- Air Force Distinguished Service Medal (3 ×)
- Defense Superior Service Medal (2 ×)
- Legion of Merit (2 ×)
- Meritorious Service Medal (4 ×)
- Air Medal
- Joint Service Commendation Medal
- Air Force Commendation Medal
- Air Force Achievement Medal
- National Defense Service Medal (3 ×)
- Southwest Asia Service Medal (2 ×)
- Kommandeur des französischen Nationalverdienstordens
- Kommander of the Order of the British Empire (30. Mai 2006)